# نیکلا فیلاکوریدی
نیکلا فیلاکوریدی (ایتالیایی: Nicola Filacuridi؛ ‏۱ ژوئن ۱۹۲۰ – ۱۲ فوریهٔ ۲۰۰۹) با نام اصلی نیکلائوس فیلاکوریدیس (یونانی: Νικόλαος Φυλακουρίδης) خواننده اپرای یونانی‌تبار اهل استرالیا بود که زندگی حرفه‌ای موفقیت‌آمیزی را در دههٔ ۱۹۵۰ میلادی در ایتالیا پشت سر گذاشت.
از فیلم‌هایی که وی در آن‌ها نقش داشته‌است، می‌توان به مادام باترفلای (۱۹۵۴) اشاره نمود.